# Fakolit
Fakolit (grč. φαχόc - leća + λίθος - kamen) je magmatsko tijelo koje je u obliku leće (ili zvona) utisnuto uzduž slojnih ploha sinklinala i antiklinala.